# Parartemia contracta
Parartemia contracta är en kräftdjursart som beskrevs av Linder 1941. Parartemia contracta ingår i släktet Parartemia och familjen Parartemiidae. IUCN kategoriserar arten globalt som sårbar. Inga underarter finns listade i Catalogue of Life.